# (772) Tanete
(772) Tanete es un asteroide perteneciente al cinturón de asteroides descubierto el 19 de diciembre de 1913 por Adam Massinger desde el observatorio de Heidelberg-Königstuhl, Alemania.
Está posiblemente nombrado por la ciudad de Tanete, situada en la isla de Célebes.